# Puchar CEV w piłce siatkowej mężczyzn (1987/1988)
Puchar CEV siatkarzy 1987/1988 - 8. sezon Pucharu CEV rozgrywanego od 1980 roku, organizowanego przez Europejską Konfederację Piłki Siatkowej (CEV) w ramach europejskich pucharów dla męskich klubowych zespołów siatkarskich „starego kontynentu”.

## Drużyny uczestniczące
- Awtomobilist Leningrad
- VBK Kungälv
- Olympiakos Nikozja
- Aris Saloniki
- Vojvodina Nowy Sad
- Slavia Sofia
- Hapoel Kirjat Ata
- Nea Salamina Famagusta
- Union Linz
- Ciesse Padwa
- Floby VK
- Randaberg IL
- Kutiba Falconara
- Académica Mamede
- Chênois Genewa
- Genel Sigorta Stambuł
- Iraklis Saloniki
- Montpellier UC
- Mepal Orion Doetinchem
- Uni Lausanne
- Noliko Maaseik
- Club A. Tyrolia Wiedeń
- VDS Berlin
- Student Vazduh
- Arago de Sète
- Colegio Joyfe Madryt
- Leixões SC
- ASV Dachau
- Ziraat Bankası Ankara
- Nashua Vog VC Geldrop
- CV Guaguas Las Palmas
- Knack Roeselare

## Rozgrywki

### Ćwierćfinał
| Data  | Drużyna 1              | Wynik | Drużyna 2              | Sety |
| ----- | ---------------------- | ----- | ---------------------- | ---- |
| 13.01 | Vojvodina Nowy Sad     | 2:3   | Avtomobilist Leningrad |      |
| 20.01 | Avtomobilist Leningrad |       | Vojvodina Nowy Sad     |      |
|       |                        |       |                        |      |
| 13.01 | Ciesse Padwa           | 3:0   | Kutiba Falconara       |      |
| 20.01 | Kutiba Falconara       |       | Ciesse Padwa           |      |
|       |                        |       |                        |      |
| 13.01 | Montpellier UC         | 3:0   | Noliko Maaseik         |      |
| 17.01 | Noliko Maaseik         | 3:2   | Montpellier UC         |      |
|       |                        |       |                        |      |
| 13.01 | Arago de Sète          |       |                        |      |
| 20.01 |                        |       | Arago de Sète          |      |

### Turniej finałowy

#### Mecze o rozstawienie
| Data  | Drużyna 1              | Wynik | Drużyna 2     | Sety |
| ----- | ---------------------- | ----- | ------------- | ---- |
| 19.02 | Avtomobilist Leningrad |       | Ciesse Padwa  |      |
| 19.02 | Montpellier UC         |       | Arago de Sète |      |

#### Półfinał
| Data  | Drużyna 1              | Wynik | Drużyna 2 | Sety |
| ----- | ---------------------- | ----- | --------- | ---- |
| 20.02 | Avtomobilist Leningrad |       |           |      |
| 20.02 | Ciesse Padwa           |       |           |      |

#### Mecz o 3. miejsce
| Data  | Drużyna 1      | Wynik | Drużyna 2     | Sety |
| ----- | -------------- | ----- | ------------- | ---- |
| 21.02 | Montpellier UC |       | Arago de Sète |      |

#### Finał
| Data  | Drużyna 1              | Wynik | Drużyna 2    | Sety                      |
| ----- | ---------------------- | ----- | ------------ | ------------------------- |
| 21.02 | Avtomobilist Leningrad | 3:1   | Ciesse Padwa | 14:16, 15:11, 15:5, 15:12 |

## Klasyfikacja końcowa
| Miejsce | Drużyna                |
| ------- | ---------------------- |
| złoto   | Avtomobilist Leningrad |
| srebro  | Ciesse Padwa           |
| brąz    | Montpellier UC         |
| 4.      | Arago de Sète          |